# Dasarath Rangasala Stadium
Das Dasarath Rangasala Stadium (Nepali दशरथ रंगशाला Dasharath Rangashaala) ist ein Stadion in Tripureshwor, Kathmandu, Nepal und ist das größte des Landes. Es wird überwiegend für Fußballspiele, Kulturereignisse und Unterhaltungsprogramme genutzt. Es bietet 25.000 Zuschauern Platz, davon 5000 auf Sitzplätzen. Das Stadion wurde 1956 errichtet.
Die meisten nationalen und internationalen Sportwettbewerbe Nepals werden im Dasharath-Rangashala-Stadion ausgetragen. Am 12. März 1988 starben mindestens 70 Zuschauer bei einer Massenpanik während eines Fußballspiels. Im Mai 2005 fanden im Stadion neun Spiele des AFC President’s Cup 2005 statt, darunter auch das Finale zwischen dem tadschikischen Verein Regar TadAZ und dem FK Dordoi-Dynamo aus Kirgisistan (3:0). Im Vorfeld des AFC Challenge Cups 2012, der im Halchowk Stadium sowie im Dasharath-Rangashala-Stadion ausgetragen wurde, wurde das Stadion renoviert.
Es bestehen Pläne, das Stadion abzureißen und an anderer Stelle durch einen Neubau mit 40.000 Plätzen zu ersetzen. Die nepalesische Regierung hat die Summe von 50 Millionen Nepalesische Rupien (etwa 360.000 Euro) für ein Stadiongrundstück bereitgestellt. Das nepalesische Parlament muss aber noch über einen Stadionneubau entscheiden.